# Cavendish & Harvey
Cavendish & Harvey (C&H) ist ein deutscher Süßwarenhersteller mit Sitz in Kaltenkirchen.

## Geschichte
Im Jahr 1932 gründete Paul Schmedding eine Handelsgesellschaft in Hamburg-Altona.
Ende der 1950er Jahre begann sich das Unternehmen auf den Handel mit englischen Süßwaren zu spezialisieren. Im Jahr 1977 wurde der Firmensitz nach Goole in Nordengland verlegt und die Marke Cavendish & Harvey gegründet. Sechs Jahre später zog das damalige Verpackungs- und Vertriebsunternehmen zurück nach Hamburg, ehe es sich im darauf folgenden Jahr in Kaltenkirchen niederließ. Anfang der 1990er Jahre begann das Unternehmen mit der Eigenproduktion seiner in Metalldosen vertriebenen Bonbons. Nach dem darauffolgenden Ausbau der Fabrikanlagen erfolgte im Jahr 1998 die Umfirmierung zu Cavendish & Harvey Confectionery GmbH.
Im Juli 2001 kam es zu einem Millionen-Schaden durch einen Großbrand in der Bonbonfabrik in Kaltenkirchen.
Im Jahr 2002 wurde das Unternehmen von der Boettger Gruppe gekauft.
Eigenen Angaben zufolge exportiert Cavendish & Harvey seine Süßwarenprodukte in mehr als 80 Länder, wobei es (Stand 2020) China, Taiwan, Japan, USA, Saudi-Arabien und Südkorea zu seinen wichtigsten Märkten erklärte. So gingen 75 % der jährlich hergestellten 2,2 Milliarden Bonbons, die in mehr als 25 Millionen Metalldosen abgepackt wurden, in den ausländischen Export.
Nachdem die Produktionsanlagen 2021 ausgebaut wurden, kann das Unternehmen bis zu 50 Tonnen an verschiedenen Produkten pro Tag herstellen.